# Finale (software)
Finale è un programma di video-notazione musicale computerizzata sviluppato dalla MakeMusic e compatibile con piattaforme Windows e Macintosh. È disponibile in versione Notepad, Songwriter, Printmusic e Finale. Quest'ultima è la più potente e versatile.
I documenti creati dal software, che sino alla versione 2012 avevano estensione .mus, dalla versione 2014 hanno estensione .MUSX. (formato binario proprietario); è comunque possibile creare delle copie di backup e di autosalvataggio con estensioni che, dalla nuova versione 2014 prendono il nome di .BAKX e .ASVX.
L'ultima versione è Finale 27.

## Caratteristiche
Questo programma visualizza il pentagramma sullo schermo dove è possibile inserire simboli notazionali come note, pause, legature ed altri simboli musicali, tramite tastiera, mouse, sintetizzatore e tastierino numerico. L'inserimento può avvenire anche attraverso il canto o il suono di strumenti musicali, affidando al programma il riconoscimento dell'altezza delle note eseguite. I simboli musicali (e gli eventuali righi) possono essere totalmente editabili a livello grafico, per consentire la creazione di partiture musicali anche lontanissime dalla scrittura tradizionale. Apposite font (alcune in dotazione, altre di terze parti) possono imitare vari tipi di scrittura o stili di scrittura, ad esempio quella quadrata medievale o quella manuale in uso nel jazz. 
Si può anche:
- Esportare la musica - appena realizzata o composta in partitura elettronica - ottenendone un formato audio. Realizzando cioè un mixdown che sfrutta suoni sia in dotazione, sia acquistabili separatamente (ad esempio la serie di librerie della Garritan, società acquisita dalla stessa MakeMusic, che propone suoni orchestrali, suoni di organi, suoni etnici, di strumenti bandistici o di orchestre jazz, eccetera), per ottenere file audio Aiff ed mp3.
- Interagire tra programma e tastiera elettronica per inserire nuovi strumenti e ritmi sul programma stesso.
- Inserire il testo cantato sotto il pentagramma correlato. Il testo verrà conservato nel documento o esportato in un file di testo.
- Scannerizzare partiture attraverso un riconoscitore ottico per ottenere spartiti dalle scansioni chiamato Smartscore lite.
- Importare e esportare file midi.
- Importare ed esportare file Encore, midiscan, smartScore e Rhapsody.
- Inserire gli accordi in partitura nelle fondamentali convenzioni relative al modo di chiamare gli accordi; nel programma in inglese manca il sistema in uso in Italia, tuttavia nella versione localizzata dal distributore italiano è possibile usufruire della possibilità di inserire gli accordi secondo l'uso nostrano.
- Esportare i files in formato .pdf ed .epub.

## Storia
Finale è stato ritirato dal commercio il 26 agosto 2024. Greg Dell'Era, presidente di MakeMusic, ha annunciato che non sarebbero state più sviluppate nuove versioni del software. MakeMusic ha stipulato una partnership con Steinberg, offrendo ai propri uno sconto sull'acquisto del software di notazione musicale Dorico.